# Bernreith (Gemeinde Bad Gleichenberg)
Bernreith ist eine Rotte in der Gemeinde Bad Gleichenberg in der Steiermark.
Die Rotte befindet sich nördlich von Bad Gleichenberg am Anstieg des Gleichenberger Kogels. Der Ort profitiert von der Nähe zum Kurbadbetrieb und zum Campus Bad Gleichenberg, bietet aber auch Erholungs- und Rückzugsräume an.